# Salcedia unifoveata
Salcedia unifoveata (лат.) — вид жуков-жужелиц из подсемейства скариты (Scaritinae, триба Salcediini).

## Распространение
Африка, Мадагаскар (центральная часть острова, Ambodivoangy).

## Описание
Мелкие жужелицы. Длина тела около 3 мм, ширина около 1 мм. От близких видов отличается средними размерами, длинно-яйцевидным контуром надкрылий с максимальной шириной в середине и переднеспинкой с тремя дополнительными валиками и на боковом крае с восемью-девятью бугорками. Псевдохумерус тупоугольный и не зубчатый. Также отличается от всех других видов рода очень маленькими боковыми глазами и надкрыльями с одним рядом ямок между швом и внутренними килями. Кроме того, задние крылья редуцированы до нитевидных рудиментов. Тело овальное удлинённое, основная окраска серая и землистая. Голова и переднеспинка вентрально с каналом для вложения усиков. Переднеспинка с двумя заметно приподнятыми продольными килями посередине. Надкрылья с несколькими продольными острыми килями. Голени килевидные. Голова, переднеспинка и задняя часть тела плотно и точно соединяются в положении покоя, защищая межсегментные связи.

## Таксономия
Вид был впервые описан в 2020 году швейцарским колеоптерологом Michael Balkenohl (Naturhistorisches Museum Bern, Берн, Швейцария). Видовое название дано по признаку единственного ряду ямок на надкрыльях между швом и внутренними слоями, который уникален для всего рода (латинское Unis = один, Fovea = ямка).